# Vogler (Familienname)
Vogler ist ein Familienname. Als Berufsname bedeutet er ebenso wie Vogeler „Vogelfänger“.

## Namensträger

### A
- Albert Vogler (1919–2001), deutscher Opernsänger
- Alice Vogler (* 1980), deutsche Handballspielerin und -trainerin
- Alois Vogler (1934–2022), deutscher Bildhauer und Restaurator
- Andreas Vogler (Uhrmacher) (um 1730–1800), deutscher Uhrmacher
- Andreas Vogler (Architekt) (* 1964), Schweizer Architekt, Gründer von Architecture and Vision
- Andreas Vogler (Fußballspieler) (* 1965), deutscher Fußballspieler
- Anne-Marie Vogler (1892–1983), deutsche Bildhauerin und Grafikerin
- Anton Vogler (1882–1961), deutscher SS-Brigadeführer und Generalmajor der Waffen-SS
- Arnd Vogler (1938–2020), deutscher Chemiker
- August Vogler (1790–1860), Badearzt und Landtagsabgeordneter

### B
- Bernard Vogler (1935–2020), französischer Historiker
- Bernhard Emil Vogler (1832–1880), deutscher Jurist und Politiker, Bürgermeister von Aschaffenburg

### C
- Carl Vogler (1840–1895), Schweizer Jurist und Politiker
- Carl Vogler (Musikdirektor) (1874–1951), Schweizer Musiker und Kulturfunktionär
- Christian August Vogler (1841–1925), deutscher Geodät und Hochschullehrer
- Christine Vogler (* 1969), deutsche Pflegepädagogin und Präsidentin des Deutschen Pflegerats
- Christopher Vogler (* 1949), US-amerikanischer Drehbuchautor und Publizist
- Claus Vogler (* 1943), deutscher Fußballspieler
- Cölestin Vogler († 1749), von 1747 bis 1749 Fürstabt des Klosters St. Blasien im Schwarzwald

### E
- Eberhard Vogler (* 1963), deutscher Fotokünstler
- Erich Vogler (1919–1997), österreichischer Arzt, Radiologe und Hochschullehrer
- Ernst Vogler (1876–1954), deutscher Bankier

### F
- Fabian Vogler (* 1977), deutscher Bildhauer und Plastiker
- Franz Vogler (* 1944), deutscher Skirennläufer
- Fritz Vogler (1926–1997), deutscher Fußballspieler

### G
- Georg Joseph Vogler (auch Abbé Vogler; 1749–1814), deutscher Musiktheoretiker und Komponist
- Gerald Vogler (* 1974), österreichischer Basketballtrainer und -spieler
- Gertrud Vogler (1936–2018), Schweizer Fotografin
- Günter Vogler (1933–2025), deutscher Historiker

### H
- Hannes Vogler (* 1955), österreichischer Autor
- Hans Vogler (1935–2012), österreichischer Mathematiker, Hochschullehrer und Universitätsrat
- Hans-Jörg Vogler (* 1950), deutscher Journalist und Buchautor
- Heiko Vogler (* 1984), deutscher Eishockeyspieler und -trainer
- Heinrich der Vogler (876–936), König des Ostfrankenreichs, siehe Heinrich I. (Ostfrankenreich)
- Heinrich der Vogler (Dichter), österreichischer Dichter
- Heinz Vogler (* 1940), österreichischer Industriekaufmann, Sozialwissenschafter und Politiker
- Hermann Vogler (Abt) (1680–1749), deutscher Geistlicher, Reichsabt von Rot an der Rot
- Hermann Vogler (Maler) (1859–um 1940), deutscher Maler
- Hermann Vogler (Politiker) (* 1944), deutscher Politiker (CDU), Oberbürgermeister von Ravensburg

### J
- Jan Vogler (* 1964), deutscher Cellist
- Johann Gottfried Vogler (1691–nach 1733), deutscher Komponist, Organist und Violinist
- Johann Caspar Vogler (1696–1763), deutscher Organist und Komponist
- Johann Michael Vogler (1670–1731), deutscher Uhrmacher
- Joseph Vogler (1661–1708), deutscher Theologe
- Jürgen Vogler (Segler) (* 1925), deutscher Segler
- Jürgen Vogler (Schriftsteller) (* 1946), deutscher Schriftsteller

### K
- Karl Vogler (Politiker) (* 1956), Schweizer Politiker (CSP)
- Karl-Michael Vogler (1928–2009), deutscher Schauspieler
- Kathrin Vogler (* 1963), deutsche Friedensaktivistin und Politikerin (Die Linke)
- Kilian Vogler († 1585), deutscher Philosoph, Jurist, Hofgerichtsassessor und Hochschullehrer
- Kurt Vogler (1893–1963), deutscher Landschaftsmaler

### L
- Lilly-Marie Vogler (* 1999), deutsche Schauspielerin
- Ludwig Vogler (1850–1923), österreichischer Rechtsanwalt, Politiker und Genossenschafter

### M
- Marc L. Vogler (* 1998), deutscher Komponist und Dirigent
- Martin Vogler (Politiker, 1830) (1830–1903), Schweizer Unternehmer und Politiker (FDP)
- Martin Vogler (Politiker, 1928) (1928–2015), deutscher Politiker (CDU)
- Matthias Vogler (1750–1828), deutscher Orgelbauer
- Matthias Vogler (Politiker) (* 1981), deutscher Politiker, Landtagsabgeordneter in Bayern (AfD)
- Max Vogler (1854–1889), deutscher Lyriker, Belletrist und Literaturhistoriker
- Max Vogler (Unternehmer) (1893–1956), deutscher Kaufmann und Senator (Bayern)

### P
- Paul Vogler (Maler) (1852–1904), französischer Maler
- Paul Vogler (Botaniker) (1875–1958), Schweizer Botaniker
- Paul Vogler (Mediziner) (1899–1969), deutscher Buchautor und Internist
- Peter Vogler (1941–2017), deutscher General
- Philipp Vogler (* 1965), deutscher Pianist, Dirigent und Komponist

### R
- Raimund Vogler (um 1528–1588), deutscher Politiker, Bürgermeister von Heilbronn
- Reinfried Vogler (* 1931), deutscher Rechtsanwalt und Vertriebenenfunktionär
- Reinhart Vogler (1901–1981), deutscher Richter
- Rich Vogler (* 1950), US-amerikanischer Automobilrennfahrer
- Romanus Vogler (1636–1695), von 1672 bis 1695 Abt des Klosters St. Blasien im Schwarzwald
- Rüdiger Vogler (* 1942), deutscher Schauspieler

### S
- Stefan Vogler (* 1990), deutscher Fußballspieler

### T
- Theodor Vogler (1828–1899), deutscher Verwaltungsjurist und Parlamentarier
- Traudl Vogler (1941–2009), deutsche Bühnenbildnerin, Puppenspielerin und Synchronsprecherin

### W
- Werner Vogler (Theologe) (1934–2000), deutscher evangelischer Theologe (Neutestamentler)
- Werner Vogler (Archivar) (1944–2002), Schweizer Archivar und Kirchenhistoriker
- Werner Simon Vogler (* 1941), deutscher Theaterschriftsteller
- Wolfgang Vogler (Grenzopfer) (1948–1974), deutsches Todesopfer an der innerdeutschen Grenze
- Wolfgang Vogler (Schauspieler) (* 1972), deutscher Schauspieler und Sprecher